# Згода (аеропорт)
Аеропорт Згода (англ. Zhoda Airport) — аеропорт поблизу населеного пункту Згода в Манітобі, Канада.